# Beladen erfgoed
Beladen erfgoed is erfgoed met een historisch beladen geschiedenis. Onder meer gaat het om monumenten zoals oude bouwwerken en standbeelden die met slavernij, kolonialisme en collaboratie te maken hebben.